# Fershid Bharucha
Fershid Bharucha est un auteur, éditeur et traducteur français de bande dessinée né à Poona, en Inde, le 22 mai 1943. Spécialiste de la bande dessinée américaine (particulièrement de celle de science-fiction), il a introduit de nombreux auteurs au public francophone d'Europe dans les années 1970 et 1980, de Berni Wrightson à Neal Adams en passant par Richard Corben.

## Biographie
Né en Inde, Bharucha quitte son pays pour poursuivre des études supérieures d'art graphique en Angleterre. Après un séjour au Canada, il commence sa carrière professionnelle en Inde comme directeur artistique dans une agence de publicité. Arrivé en France en 1971, il se lie d'amitié avec Jean-Pierre Dionnet et commence à graviter dans le milieu parisien de la bande dessinée. Il publie en 1973, en tant que dessinateur et auteur, quelques planches dans Pilote en France et Bizarre Sex Comics aux États-Unis. 
En 1974, il est mandaté par Dionnet, qui vient de fonder Métal hurlant, pour trouver aux États-Unis des planches inédites en France. De retour à Paris après deux mois, il ramène plus de 300 planches, mais Dionnet n'en a plus besoin. Bharucha propose alors à Nikita Mandryka, resté seul aux commandes des Éditions du Fromage, de lancer un hors-série trimestriel de L'Écho des savanes consacré à la bande dessinée américaine. Le premier numéro de L’Écho des savanes spécial USA paraît fin 1976, le succès est immédiat. Cette revue fait connaître Will Eisner, Mark Schultz, Rand Holmes, Shary Flenniken, Berni Wrightson, Wallace Wood, Jeff Jones et Richard Corben en France.
Parallèlement à la revue, Bharucha co-fonde en 1978 avec les éditions du Fromage une nouvelle maison d'édition, les Éditions du Triton, qui lance deux revues Vampirella et Creepy avant de se consacrer à la publication d'albums. En 1981, face aux difficultés que rencontrent les Éditions du fromage, Bharucha met fin au Triton et s'associe à Étienne Robial, avec qui il collaborait sur la collection « Copyright » de Futuropolis, pour poursuivre la publication de bandes dessinées d'horreur et de fantasy au sein des Éditions Icare. Dès l'année suivante, alors que les Éditions du Fromage mettent définitivement la clé sous la porte, Bharucha fonde sa propre maison d'édition, Neptune, qui poursuit sur la même ligne éditoriale que le Triton et Icare.
Pendant ce temps, Bharucha continue à diriger L'Écho des savanes spécial USA, qui survit au rachat de L’Écho par les Éditions Albin Michel en 1982, son nom seul changeant en Spécial USA, puis USA Magazine en 1986. La revue est alors plus luxueuse et Bharucha fait publier par Albin Michel de nombreux albums issus de sa revue. Devant des changements de politique éditoriale chez Albin Michel, Bharucha collabore ensuite avec les éditions Glénat pour créer un label consacré à la bande dessinée américaine. Les éditions Comics USA naissent en 1987, et publient de nombreux grands auteurs américains jusqu'à leur cessation d'activité en 1993.
En 1995, Bharucha fonde sa propre société, les Éditions USA, et continue à publier des albums d'auteurs américains ainsi qu'italiens. Il prend sa retraite en 2008.

## Publications
Directeur de collection ou de publication périodique
- L'Écho des savanes spécial USA, Éditions du Fromage, 25 numéros, 1976-1983.
- Éditions Neptune, 6 titres, 1981-1983. Bharucha est également le directeur de la maison d'édition.
- Spécial USA (1-23) puis USA Magazine (24-68/69), Albin Michel, 68 numéros, 1983-1993.
- Comics USA, 170 titres, 1987-1995. Filiale de Glénat.
  - « Super-héros », Comics USA, 48 titres, 1988-1991.
  - « Frou-frou », Comics USA, 6 titres, 1992-1993.
  - « Graphic US », Comics USA, 4 titres, 1993-1994.

Auteur
- (en) Richard Corben. Flights into Fantasy, New York : Thumb Tack Books, 1981.  (ISBN 8449919495)
  - Richard Corben. Vols Fantastiques (trad. Jean Moritz), Éditions Neptune, 1981.  (ISBN 8449919509)
- (en) Maxfield Parrish, Buried Treasures : the black-and-white work of Maxfield Parrish 1895-1905 (avec Rosalie Gomes), Pomegranate Books, 1992.
- « Préface », dans Anthologie Eerie, t. 1, Delirium Éditions, 2012.

Traducteur
- Bizarre Sex Comix, Éditions du Triton, 1979. Également directeur de publication.
- Un max de Mad, Paris : Albin Michel, 1986. Également directeur de publication.
- (en) Fernando De Felipe, The Man who Laughs, New York : Heavy Metal Magazine, 1994.
- (en) Alfonso Azpiri, Lorna : Leviathan, New York : Heavy Metal Magazine, 2000.
- (en) Paolo Eleuteri Serpieri, Sweet Smell of Women, New York : Heavy Metal Magazine, 2000.

Directeur de publication
- (en) Jérôme Charyn, Margot in Badtown, Heavy Metal Magazine, 1999.  (ISBN 1879450615)